# Departamento de Sololá
Sololá, oficialmente el Departamento de Sololá, es uno de los veintidós departamentos que conforman la República de Guatemala, se encuentra situado en la región Sur Occidental del país. Limita al norte con Totonicapán y Quiché, al sur con Suchitepéquez, al este con Chimaltenango; y al oeste Suchitepéquez y Quetzaltenango. La cabecera departamental también llamada Sololá se encuentra a una distancia de 140 kilómetros de la Ciudad de Guatemala.

## Historia

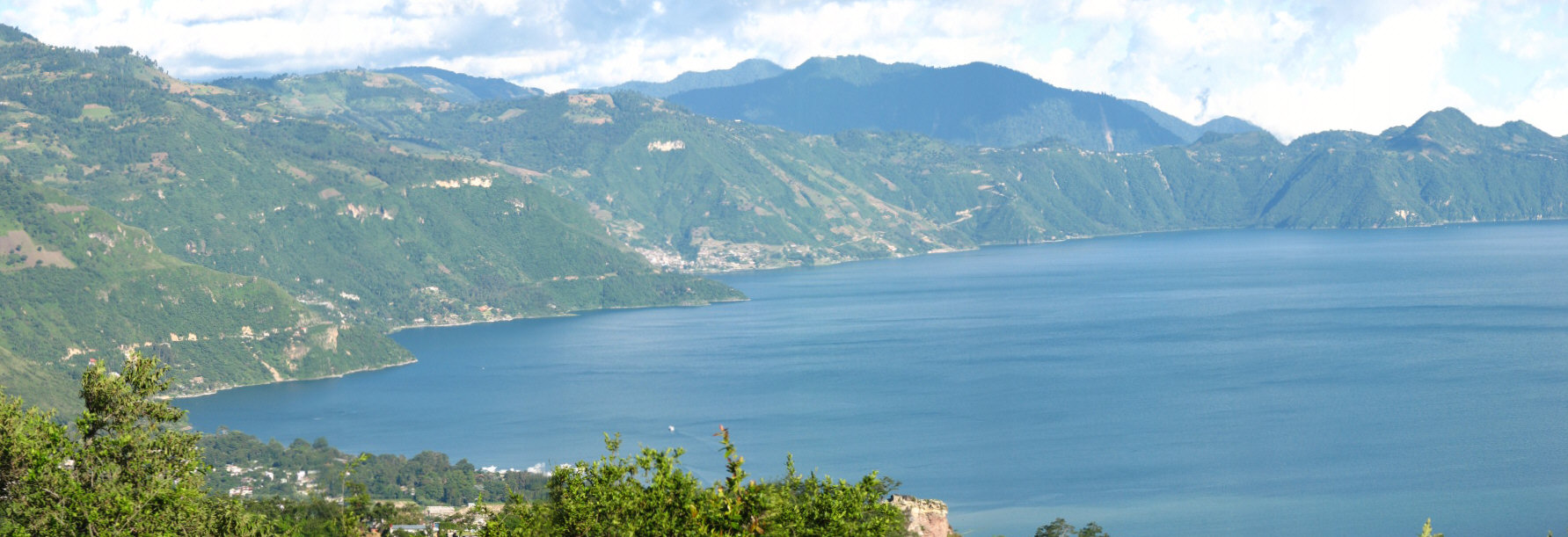
Lago de Atitlán desde uno de los miradores que hay en el camino de Sololá hacia Panajachel.

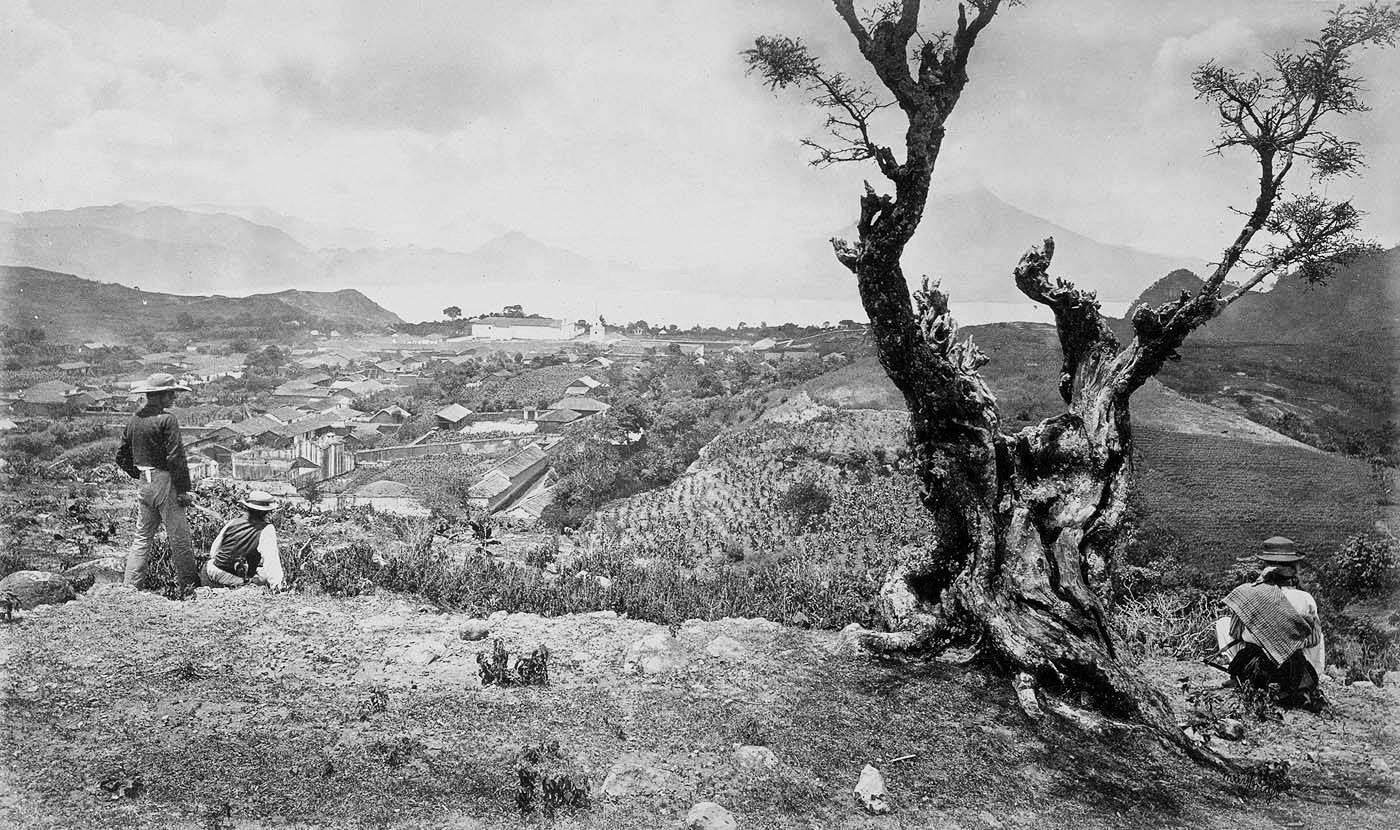
Sololá en 1875. Fotografía de Eadweard Muybridge.

Al igual que en la actualidad el territorio del departamento de Sololá estuvo ocupado por tres pueblos, los k´iche´, tz'utujil y cakchiquel. Hasta mediados del xv (entre 1425 y 1475), los quichés y cakchiqueles formaron una sola organización política y social. Durante el reinado de Quikab el Grande, los cakchiqueles fueron obligados a desalojar su capital, Chiavar (Hoy Santo Tomas Chichicastenango) y se trasladaron a Iximché, luego de los cuales libraron sangrientas guerras con los quichés. El pueblo tzutujil por su parte, se vio obligado a pelear continuamente contra estos dos pueblos dominantes en la región, con quienes se alternaron en alianzas y guerras de defensa constante para intentar mantener su soberanía.
Los cakchiqueles, al igual que los quichés, estaban integrados en linajes. De los cuatro linajes cakchiqueles, el segundo en importancia era el de los Xahil, que ejercía dominio sobre la mayor parte del departamento y tenía su capital en el pueblo de Tzoloj-já (que significa agua de sauco). Inicialmente esta sede estaba localizada en Cakhay, a seis kilómetros de Iximché.
Uno de los documentos indígenas más importantes es el Memorial de Sololá, también conocido como Memorial de Tecpán Atitlán, Anales de los Cakchiqueles o Anales de los Xahil. Este documento fue escrito por dos miembros de la familia Xahil, Francisco Hernández Arana y Francisco Díaz, entre 1573 y 1610, como un título o prueba para un proceso judicial.

### Época colonial
En abril de 1524, después de la destrucción de Q'umarkaj (Utatlán), capital de los k´iche´, Pedro de Alvarado fue recibido como amigo por los gobernantes de Iximché, quienes le pidieron ayuda en la guerra que libraban contra los tz'utujiles. Alvarado atacó la capital tz'utujil Tziquinahá o Ajtziquinahay, en la punta del cerro fortaleza de Chutnamit (cerca de lo que hoy es Santiago Atitlán) que fue tomada el 20 de abril de 1524.
Al inicio del dominio español se introdujo el régimen de la encomienda, para explotar la mano de obra indígena. Alvarado se reservó para su beneficio personal los pueblos más ricos, entre ellos Tecpanatitláno Tecpan Atitlán (Sololá) y [Atitlán] (Santiago). En 1540, en cumplimiento de una real cédula de ese año, se inició el proceso de formación de pueblos de indios o reducciones, que estuvo a cargo de misioneros franciscanos y dominicos. El pueblo de Sololá fue fundado el 30 de octubre de 1547, mismo año que fue fundado el pueblo de Santiago Atitlán.
En tiempo de la colonia formaba parte de un territorio más grande llamado provincia de Sololá o Atitlán, su cabecera era Nuestra Señora de la Asunción de Sololá o Tecpán Atitlán.
Se sabe que a la venida de los españoles, los tz'utujiles tenían establecido su señorío en las riveras del lago de Atitlán. Encontrándose en su apogeo a la venida de estos, quienes al final los vencieron y comenzaron a establecer sus dominios en toda esta región.
Uno de los problemas graves de los españoles era que hacer para que los indígenas les obedecieran y fueran fieles, y lo consiguieron a través de la evangelización. Sin embargo no se contaba con suficientes frailes y los indígenas eran numerosos, naciendo de esto el sistema de cofradías, que aún existen hoy en día.
En tiempos de la colonia el corregimiento de Tzololá tenía como puntos referenciales desde Chichicastenango hasta Tecojate y desde Chimaltenango hasta Nahualá, lo que quiere decir que el actual departamento ocupa solamente una tercera parte de su extensión anterior.

### Época independiente: departamento de Sololá-Suchitepéquez
El Estado de Guatemala fue definido de la siguiente forma por la Asamblea Constituyente de dicho estado que emitió la constitución del mismo el 11 de octubre de 1825: «el estado conservará la denominación de Estado de Guatemala y lo forman los pueblos de Guatemala, reunidos en un solo cuerpo.  El estado de Guatemala es soberano, independiente y libre en su gobierno y administración interior.»
Sololá/Suchitepéquez fue uno de los departamentos originales del Estado de Guatemala en 1825; su cabecera era el municipio de Sololá e incluía a Joyabaj, Quiché, Atitlán, Suchitepéquez y Cuyotenango.
Los distritos para la administración de justicia que correspondían al departamento de Sololá-Suchitepéquez eran:
| N.º | Distrito       | Circuito    | Poblados |
| --- | -------------- | ----------- | --- |
| 10  | Quetzaltenango | Mazatenango | - Mazatenango - San Lorenzo - San Gabriel - Santo Domingo - Retalhuleu - San Antonio Suchitepéquez - San Bernardino - Sapotitlán - Santo Tomás                                                   |
| 11  | Suchitepéquez  | Atitlán     | - Atitlán - Tolimán - San Pedro La Laguna - Santa Clara - la Visitación - San Pablo - San Marcos - San Miguelito - Patulul - San Juan de los Leprosos - Santa Bárbara de La Grande y La Costilla |

### El efímero Estado de Los Altos

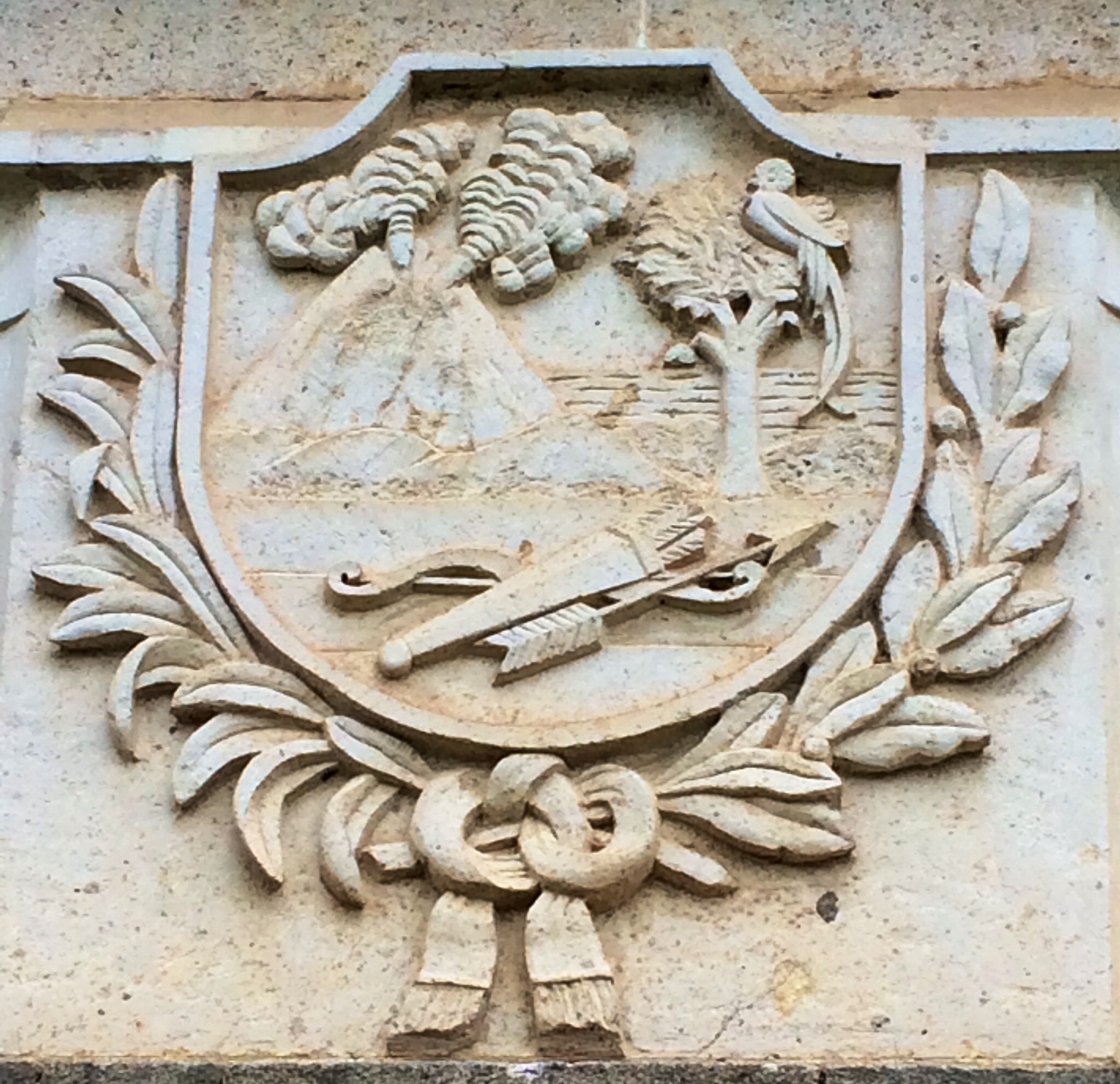
Escudo del Estado de los Altos

A partir del 3 de abril de 1838, el departamento de Sololá/Suchitepéquez fue parte de la región que formó el efímero Estado de Los Altos, el cual fue autorizado por el Congreso de la República Federal de Centro América el 25 de diciembre de ese año forzando a que el Estado de Guatemala se reorganizara en siete departamentos y dos distritos independientes el 12 de septiembre de 1839:
- Departamentos: Chimaltenango, Chiquimula, Escuintla, Guatemala, Mita, Sacatepéquez, y Verapaz
- Distritos: Izabal y Petén[5]

La región occidental de la actual Guatemala había mostrado intenciones de obtener mayor autonomía con respecto a las autoridades de la ciudad de Guatemala desde la época colonial, pues los criollos de la localidad consideraban que los criollos capitalinos que tenían el monopolio comercial con España no les daban un trato justo. Así, su representante en las Cortes de Cádiz solicitó la creación de una intendencia en Los Altos, gobernada por autoridades propias. La Independencia de Centroamérica canceló esta posibilidad, pero el separatismo de los altenses perduró. Tras la disolución del Primer Imperio Mexicano y la consecuente separación de las Provincias Unidas del Centro de América, Los Altos continuó buscando su separación de Guatemala. Hubo dos condiciones que fueron favorables a las pretensiones de la élite criolla altense: la creación de un marco legal en la constitución centroamericana para la formación de nuevos estados dentro del territorio de la república y la llegada al gobierno de los federalistas liberales, encabezados por Francisco Morazán.  El área de Los Altos estaba poblada mayoritariamente por indígenas, quienes habían mantenido sus tradiciones ancestrales y sus tierras en el frío altiplano del oeste guatemalteco. Durante toda la época colonial habían existido revueltas en contra del gobierno español. Luego de la independencia, los mestizos y criollos locales favorecieron al partido liberal, en tanto que la mayoría indígena era partidaria de la Iglesia Católica y, por ende, conservadora.
Las revueltas indígenas en el Estado de Los Altos fueron constantes y alcanzaron su punto crítico el 1.º de octubre de 1839, en Santa Catarina Ixtahuacán, Sololá, cuando tropas altenses reprimieron una sublevación y mataron a cuarenta vecinos. Encolerizados, los indígenas acudieron al caudillo conservador Rafael Carrera, en busca de protección. Por otra parte, en octubre de 1839 la tensión comercial entre Guatemala y Los Altos dio paso a movimientos militares; hubo rumores de que el general Agustín Guzmán -militar mexicano que estaba al mando de las Fuerzas Armadas de Los Altos- estaba organizando un ejército en Sololá con la intención de invadir Guatemala, lo que puso a ésta en máxima alerta.
Tras algunas escaramuzas, los ejércitos se enfrentaron en Sololá el 25 de enero de 1840; Carrera venció a las fuerzas del general Agustín Guzmán e incluso apresó a este mientras que el general Doroteo Monterrosa venció a las fuerzas altenses del coronel Antonio Corzo el 28 de enero.  El gobierno quetzalteco colapsó entonces, pues aparte de las derrotas militares, los poblados indígenas abrazaron la causa conservadora de inmediato; al entrar a Quetzaltenango al frente de dos mil hombres, Carrera fue recibido por una gran multitud que lo saludaba como su «libertador».
Carrera impuso un régimen duro y hostil para los liberales altenses, pero bondadoso para los indígenas de la región —derogando el impuesto personal— y para los eclesiásticos restituyendo los privilegios de la religión católica; llamando a todos los miembros del cabildo criollo les dijo tajantemente que se portaba bondadoso con ellos por ser la primera vez que lo desafiaban, pero que no tendría piedad si había una segunda vez. El general Guzmán, y el jefe del Estado de Los Altos, Marcelo Molina, fueron enviados a la capital de Guatemala, en donde fueron exhibidos como trofeos de guerra durante un destile triunfal el 17 de febrero de 1840; en el caso de Guzmán, engrilletado, con heridas aún sangrantes, y montado en una mula. El 26 de febrero de 1840 el gobierno de Guatemala colocó a Los Altos bajo su autoridad y el 13 de agosto nombró al corregidor de la región, el cual servía también como comandante general del ejército y superintendente.

### Creación del departamento del Quiché
El área que comprende el moderno departamento de Quiché estaba distribuida hasta 1872 entre los departamentos de Sololá/Suchitepéquez y Totonicapán/Huehuetenango.  Tras la Reforma Liberal de 1871, el presidente de facto provisiorio Miguel García Granados dispuso crear el departamento de Quiché para mejorar la administración territorial de la República; el texto del decreto es el siguiente:
| Decreto N.º 72 Considerando, que la grande extensión que hoy tienen los Departamentos de Sololá y Totonicapán hace ineficaz la acción de las autoridades, y que es conveniente para remediar este mal y atender al mejor servicio público de aquellos pueblos, la creación de un nuevo Departamento, tengo a bien decretar y DECRETO: 1. Se establece un nuevo Departamento, que denominará Quiché, cuya cabecera es la villa de este nombre. 2. Componen este departamento loas poblaciones siguientes: Joyabaj, Lemoa, Santo Tomás, Chichicastenango, Chinic, Chiché, San Pedro Jocopilas, San Andrés Joyabajá, Cunem, San Miguel Uspantán, Cotzal, Chujuyup, Patzité, San Bartolo Jocotenango, Sacapulas, Nebaj, Chajul, Caniyá y Sacualpa. 3. En consecuencia, el Departamento de Sololá queda con los pueblos siguientes: villa de Sololá, cabecera, San José Chacallá, San Andrés Semetabaj, Concepción, Panajachel, San Jorge, Santa Cruz, Santa Lucía Utatlán, Santa Clara, Santa Bárbara, San Juan de los Leprosos, Visitación, San Pedro, San Juan, an Pablo, San Marcos, Atitlán, San Lucas Tolimán, San Antonio Palopó, Santa Catarina Palopó y Patulul. 4. El Departamento de Totonicapán se compone de los pueblos siguientes: Totonicapam, ciudad cabecera, San Cristóbal, San Andrés Xecul, San Francisco El Alto, San Carlos Sija, San Antonio Sija, San Bartolo Agua Caliente, Calel, Momostenango, Santa María Chiquimula, San Antonio Ilotenango, Nagualá, Santa Catarina Ixtahuacán y Santo Tomás Perdido, en la costa de Suchitepéquez. Dado en Guatemala, a doce de agosto de mil ochocientos setenta y dos, —Miguel García Granados Secretario del Interior, Gobernación y Negocios Eclesiásticos: Marco Aurelio Soto. Tomado de: Recopilación: Las leyes emitidas por el gobierno democrático de la República de Guatemala, 1871-1881. |

## Geografía
Sololá tiene una superficie de 1.061 km²

### Hidrografía
El Departamento de Sololá está rodeado circundado por 11 ríos dentro de los cuales se mencionan por su importancia el Río Nahualate y el Río Panajachel entre otros.

#### Lago de Atitlán
El accidente hidrográfico más importante lo constituye el lago de Atitlán que es una de las principales fuentes económicas del departamento, pues además de ser un centro turístico de mucho atractivo, sirve de mucho apoyo comercial.
En las márgenes del lago se alzan los volcanes de Atitlán, Tolimán y San Pedro. El lago está situado a 5000 pies de altura y tiene 18km de longitud. Su profundidad varía y en muchos puntos es desconocida, sin embargo se han sondeado más de 350 m. Respecto al origen del Lago, hay dos corrientes de opinión. Una de ellas opina que el lago es un viejo cráter muerto y la otra que el surgimiento de los volcanes interrumpió el curso de los tres ríos que vienen del norte, los cuales al reunir sus aguas en el lugar, dieron origen al lago. El lago no tiene desagüe visible. Varias poblaciones que tienen nombres bíblicos rodean el lago: Santa Catarina, San Antonio Palopó, San Lucas Tolimán, Santiago Atitlán, San Pedro, San Juan, San Pablo, San Marcos, Santa Cruz La Laguna y otros.
Una de las características propias del Lago de Atitlán, es un viento fuerte conocido como Xocomil, que se produce generalmente a mediodía, cuando los vientos cálidos procedentes del sur, chocan con las masas de aire más frías que provienen del altiplano, formando remolinos que agitan las aguas del lago convirtiéndolas en olas muy fuertes que pueden hacer zozobrar las embarcaciones.
La etimología de Xocomil, proviene de las voces cakchiqueles Xocom, de jocom = recoger; il = pecados, o sea el viento que recoge los pecados de los habitantes de los pueblos situados a orilla del lago.
Además del lago este municipio es irrigado por los ríos Nahualate, Coyolate, Madre Vieja, el Mocá y muchos afluentes de estos.

#### Río Nahualate
Nace en el departamento de Totonicapán, atraviesa los departamentos de Sololá, Suchitepéquez y Escuintla. Es navegable por pequeñas embarcaciones en cerca de 25 km. Su longitud es de 150 km aproximadamente, su anchura entre 15 a 30 m, y su profundidad hasta 2 m y más. Sus afluentes principales son el Mocá y Bravo.

#### Río Coyolate
Artículo principal: Río Coyolate
Nace en las montañas de Santa Cruz Balanya (Chimaltenango), atraviesa los municipios de Patzún, Patzicía y Acatenango, sirviendo de límite entre los departamentos de Suchitepéquez y Escuintla en los poblados de Patulul y Santa Lucía Cotzumalguapa. Entra en Escuintla y atraviesa los municipios de La Gomera y Nueva Concepción y desagua en el Pacífico cerca del poblado de Tecojate. Irriga grandes extensiones de terreno pero no es navegable. Con 130 km de extensión tiene aproximadamente 25 m de anchura y 2 m de profundidad.

#### Río Madre Vieja
Nace cerca del límite entre El Quiché, Sololá y Chimaltenango; sirve de límite entre los dos últimos departamentos, pasando después entre los municipios de San Juan Bautista y Patulul.

### Orografía
El departamento tiene un clima relativamente frío, aunque posee una variedad de climas debido a su topografía. El suelo es naturalmente fértil, apto para una diversidad de cultivos. La precipitación pluvial es de 2.895,9 mm.
Este departamento está enclavado sobre la Sierra Madre, por lo que presenta un paisaje abrupto, con enormes montañas y profundos barrancos. Los Volcanes Atitlán, Tolimán y San Pedro le hacen un lugar lleno de atractivos.

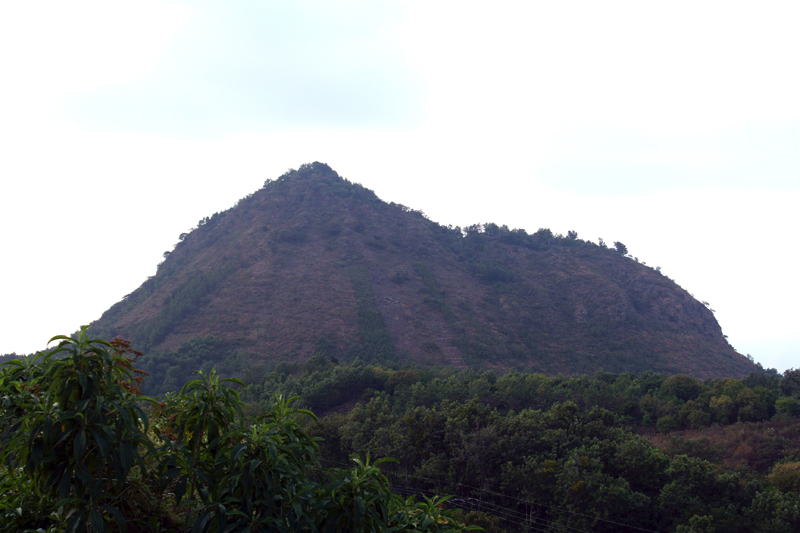
Cerro de Oro. Sololá

### Zonas de Vida Vegetal
A pesar de ser un departamento totalmente montañoso, en Sololá pueden apreciarse cuatro zonas topográficas según la clasificación propuesta por Holdridge, que son:
- Bosque Muy Húmedo Subtropical Cálido bmh-S(c)
- Bosque Húmedo Montano Bajo Subtropical bh-MB
- Bosque Muy Húmedo Montano Bajo Subtropical bmh-MB
- Bosque Muy Húmedo Montano Subtropical bmh-M

### Áreas Protegidas
Dentro de las Zonas declaradas como Áreas Protegidas en Sololá se encuentran:
- La Cuenca del Lago de Atitlán, que cuenta con 62.500 ha, administradas por el Consejo Nacional de Áreas Protegidas CONAP.
- Volcán de Atitlán sin contar aún con el tamaño de la superficie del terreno, y es administrado por el Consejo Nacional de Áreas Protegidas CONAP.
- Volcán San Pedro sin contar aún con el tamaño de la superficie del terreno, y es administrado por el Consejo Nacional de Áreas Protegidas CONAP.
- Volcán Tolimán sin contar aún con el tamaño de la superficie del terreno, y es administrado por el Consejo Nacional de Áreas Protegidas CONAP.

### Vías de comunicación
Su principal medio de comunicación es la carretera que atraviesa su territorio y esta es la Interamericana CA-1 que hacia el occidente conduce a Quetzaltenango hasta llegar a la frontera con México. Cuenta también con las Rutas Nacionales 11 y 15, así como con adecuadas rutas departamentales que unen a los diferentes municipios entre sí y con los departamentos vecinos. Cuenta con 152 km de Asfalto, 133 km de Terracería y 99 km de caminos rurales.

### Uso Actual de la Tierra
En el departamento de Sololá por sus variados climas, tipos de suelo y la topografía del terreno, tenemos que aparte de la utilización que se le da a la tierra para urbanizar y construir, sus habitantes siembran gran diversidad de cultivos anuales, permanentes o semipermanentes, encontrándose entre estos los cereales, hortalizas, árboles frutales, café, (legumbres y semillas de tubérculos), etc. Además por las cualidades con que cuenta el departamento, poseen algunos de sus habitantes la crianza de varias clases de ganado destacándose entre estas vacuno, ovino, equino, caprino, etc., dedicando parte de estas tierras para el cultivo de diversos pastos que sirven de alimento a los mismos. La existencia de bosques, ya sean estos naturales, de manejo integrado, mixtos, etc., compuestos de variadas especies arbóreas, arbustivas o rastreras dan al departamento un toque especial en su ecosistema y ambiente, convirtiéndolo con esa gracia natural en uno de los lugares típicos para ser habitados por visitantes no solo nacionales, sino también extranjeros. Es de esta forma se obtiene una idea de cómo en este departamento el uso de la tierra es aprovechado en ocasiones de manera intensiva y en otras de manera pasiva.

## Demografía
A continucación se presenta una lista de datos demográficos recolectados en base al censo del 2018, en donde se destacan tres pilares, como lo son la Población, Vivienda y Educación del Departamento de Sololá.
 Sololá cuenta con un total de 421,583 habitantes registrados según los datos del Censo 2018 y para el 2024 se estima un poco más de 480,000 personas en el departamento.
| Gráfica de evolución demográfica de Departamento de Sololá entre 1880 y 2024                               |
| |
| Población de los censos y conteos del Instituto Nacional de Estadística de Guatemala (INE) de 1880 a 2024. |

## División política
El departamento de Sololá se encuentra dividido en 19 municipios que son:
| 1. Sololá 2. Concepción 3. Nahualá 4. Panajachel 5. San Andrés Semetabaj 6. San Antonio Palopó 7. San José Chacayá 8. San Juan La Laguna 9. San Lucas Tolimán 10. San Marcos La Laguna 11. San Pablo La Laguna 12. San Pedro La Laguna 13. Santa Catarina Ixtahuacán 14. Santa Catarina Palopó 15. Santa Clara La Laguna 16. Santa Cruz La Laguna 17. Santa Lucía Utatlán 18. Santa María Visitación 19. Santiago Atitlán |

### Población de Solola según municipio
| N. | Municipio                 | Población (2018) |
| -- | ------------------------- | ---------------- |
| 1  | Sololá                    | 88 612           |
| 2  | Nahualá                   | 75 430           |
| 3  | Santa Catarina Ixtahuacán | 56 981           |
| 4  | Santiago Atilán           | 41 877           |
| 5  | San Lucas Tolimán         | 29 772           |
| 6  | Santa Lucía Utatlán       | 21 284           |
| 7  | Panajachel                | 15 077           |
| 8  | San Antonio Palopó        | 14 437           |
| 9  | San Andrés Semetabaj      | 13 142           |
| 10 | San Juan La Laguna        | 12 162           |
| 11 | San Pedro La Laguna       | 10 705           |
| 12 | Santa Clara La Laguna     | 9 405            |
| 13 | San Pablo La Laguna       | 7 299            |
| 14 | Concepción                | 6 601            |
| 15 | Santa Cruz La Laguna      | 5 820            |
| 16 | San José Chacayá          | 4 068            |
| 17 | Santa Catarina Palopó     | 3 924            |
| 18 | San Marcos La Laguna      | 2 617            |
| 19 | Santa María Visitación    | 2 370            |
| -  | Sololá                    | 421,583          |

## Desarrollo
Véase también: Anexo: Departamentos de Guatemala por IDH
El informe de desarrollo humano publicado en 2022, La celeridad del cambio, una mirada territorial del desarrollo humano 2002 – 2019, donde se observó el cambio y el avance que ha habido en el país entre 2002 y 2019 . El Departamento de Sololá se ubica en el décimo lugar entre los 22 departamentos en Desarrollo Humano, siendo el departamento que más avanzó entre 2002 al 2018 , teniendo un idh de 0,517 a 0,648 .
El departamento cuenta con tres municipios en la categoría de IDH Alto, lidera Santa María Visitación con un IDH de 0,748 , Panajachel segundo con un IDH de 0,737 y tercero se encuentra San Pedro La Laguna con 0,729 . Etos municipios ostentan un buen desarrollo debido a los atractivos turísticos que estos ofrecen los cuáles potencializan su economía y mejora la infraestructura en salubridad y educativa. Estos se encuentran entre los municipios más desarrollados fuera de la capital.
Sin embargo, el municipio menos desarrollado es Santa Catarina Ixtahuacán con 0,547 , considerado de desarrollo bajo. Este municipioha tenido diversos problemas entre los que se destaca su conflicto con el municipio vecino de Nahuala que tampoco presenta niveles de desarrollo aceptables, el principal aspecto del subdesarrollo del municipio se debe a la nula accesibilidad por medio de tramos carreteros y esto complica el desarrollo de infraestructura educativa y salud. Concepción con 0,560 y Santa Cruz La Laguna con 0,572 también posee un IDH inferior al promedio. 
| N.        | Municipio                 | IDH 2018 | IDH 2002 |
| IDH Alto  | IDH Alto                  | IDH Alto | IDH Alto |
| --------- | ------------------------- | -------- | -------- |
| 1         | Santa María Visitación    | 0,748    | 0,646    |
| 2         | Panajachel                | 0,737    | 0,654    |
| 3         | San Pedro La Laguna       | 0,729    | 0,612    |
| IDH Medio |                           |          |          |
| 4         | San Juan La Laguna        | 0,690    | 0,571    |
| 5         | Santa Clara La Laguna     | 0,685    | 0,558    |
| 6         | San Andrés Semetabaj      | 0,668    | 0,561    |
| 7         | San José Chacayá          | 0,667    | 0,543    |
| 8         | San Marcos La Laguna      | 0,663    | 0,494    |
| 9         | San Lucas Tolimán         | 0,657    | 0,542    |
| 10        | Santa Lucía Utatlán       | 0,654    | 0,532    |
| 11        | 'Sololá'                  | 0,649    | 0,524    |
| 12        | San Pablo La Laguna       | 0,644    | 0,449    |
| 13        | Santiago Atilán           | 0,623    | 0,467    |
| 14        | Santa Catarina Palopó     | 0,615    | 0,477    |
| 15        | San Antonio Palopó        | 0,608    | 0,480    |
| 16        | Nahualá                   | 0,607    | 0,470    |
| 17        | Santa Cruz La Laguna      | 0,572    | 0,380    |
| 18        | Concepción                | 0,560    | 0,414    |
| IDH Bajo  |                           |          |          |
| 19        | Santa Catarina Ixtahuacán | 0,547    | 0,450    |
| Sololá    | Sololá                    | 0,648    | 0,517    |

| N. | Municipio                 | IDH Según Indicadores | IDH Según Indicadores | IDH Según Indicadores |
| N. | Municipio                 | Salud                 | Educación             | Nivel de Vida         |
| -- | ------------------------- | --------------------- | --------------------- | --------------------- |
| 1  | Santa María Visitación    | 0,915                 | 0,681                 | 0,671                 |
| 2  | Panajachel                | 0,917                 | 0,623                 | 0,703                 |
| 3  | San Pedro La Laguna       | 0,928                 | 0,620                 | 0,673                 |
| 4  | San Juan La Laguna        | 0,902                 | 0,565                 | 0,646                 |
| 5  | Santa Clara La Laguna     | 0,906                 | 0,561                 | 0,632                 |
| 6  | San Andrés Semetabaj      | 0,915                 | 0,521                 | 0,626                 |
| 7  | San José Chacayá          | 0,888                 | 0,541                 | 0,617                 |
| 8  | San Marcos La Laguna      | 0,905                 | 0,485                 | 0,665                 |
| 9  | San Lucas Tolimán         | 0,891                 | 0,512                 | 0,623                 |
| 10 | Santa Lucía Utatlán       | 0,902                 | 0,510                 | 0,608                 |
| 11 | 'Sololá'                  | 0,886                 | 0,484                 | 0,639                 |
| 12 | San Pablo La Laguna       | 0,849                 | 0,519                 | 0,607                 |
| 13 | Santiago Atilán           | 0,910                 | 0,418                 | 0,635                 |
| 14 | Santa Catarina Palopó     | 0,889                 | 0,437                 | 0,599                 |
| 15 | San Antonio Palopó        | 0,872                 | 0,438                 | 0,588                 |
| 16 | Nahualá                   | 0,840                 | 0,461                 | 0,577                 |
| 17 | Santa Cruz La Laguna      | 0,866                 | 0,376                 | 0,573                 |
| 18 | Concepción                | 0,819                 | 0,370                 | 0,579                 |
| 19 | Santa Catarina Ixtahuacán | 0,830                 | 0,357                 | 0,552                 |
| -  | Sololá                    | 0,885                 | 0,498                 | 0,621                 |

### Población que vive en el departamento según IDH
| N. | Municipio                 | IDH 2018 | Población | Según Desarrollo |
| -- | ------------------------- | -------- | --------- | ---------------- |
| 1  | Santa María Visitación    | 0,748    | 2,370     | 28,152           |
| 2  | Panajachel                | 0,737    | 15,077    | 28,152           |
| 3  | San Pedro La Laguna       | 0,729    | 10,705    | 28,152           |
| 4  | San Juan La Laguna        | 0,690    | 12,162    | 336,450          |
| 5  | Santa Clara La Laguna     | 0,685    | 9,405     | 336,450          |
| 6  | San Andrés Semetabaj      | 0,668    | 13,142    | 336,450          |
| 7  | San José Chacayá          | 0,667    | 4,068     | 336,450          |
| 8  | San Marcos La Laguna      | 0,663    | 2,617     | 336,450          |
| 9  | San Lucas Tolimán         | 0,657    | 29,772    | 336,450          |
| 10 | Santa Lucía Utatlán       | 0,654    | 21,284    | 336,450          |
| 11 | 'Sololá'                  | 0,649    | 88,612    | 336,450          |
| 12 | San Pablo La Laguna       | 0,644    | 7,299     | 336,450          |
| 13 | Santiago Atilán           | 0,623    | 41,877    | 336,450          |
| 14 | Santa Catarina Palopó     | 0,615    | 3,924     | 336,450          |
| 15 | San Antonio Palopó        | 0,608    | 14,437    | 336,450          |
| 16 | Nahualá                   | 0,607    | 75,430    | 336,450          |
| 17 | Santa Cruz La Laguna      | 0,572    | 5,820     | 336,450          |
| 18 | Concepción                | 0,560    | 6,601     | 336,450          |
| 19 | Santa Catarina Ixtahuacán | 0,547    | 56,981    | 56,981           |
| -  | Sololá                    | 0,648    | 0,648     | 0,648            |

## Costumbres y Tradiciones
La feria titular se celebra en la cabecera de Sololá el 15 de agosto, y se celebra la fiesta que llaman Nim Akij Sololá, que significa El Gran Día de Sololá.
En este departamento existe un sincretismo religioso muy arraigado, pues veneran, tanto a Jesucristo y todos los santos de la Iglesia católica como al Dios Mundo, al Dueño del Cerro, los Espíritus de los antepasados, etc. La Iglesia católica está presidida por los obispos y sacerdotes, y la religión ancestral por los Xamanes o como se les llama actualmente a los sacerdotes mayas.
En Sololá sobre la veneración que se hace, especialmente en Santiago Atitlán de una imagen conocida como Maximón, considerada como un elemento importante en la religión de los indígenas y que ha trascendido también entre los ladinos, el cual es venerados en varias comunidades de Guatemala.
Algo importante dentro de la religión católica es la existencia de las cofradías y los servicios que se prestan en la propia iglesia. En cada comunidad funcionan diversas cofradías, que prestan ayuda y servicios a sus integrantes, aparte de rendir culto a sus deidades o santos patronos.
Una de las costumbres más tradicionales entre los indígenas del departamento de Sololá consiste en el pedido de mano y matrimonio, el cual inicialmente tiene las características de un pacto social, pues posteriormente se legaliza por medio del matrimonio civil y religioso.
En este departamento sus indígenas también ejecutan sus bailes folclóricos cuando se lleva a cabo la feria titular de cada uno de sus municipios.
Es de los pocos lugares en Guatemala (San Pedro La Laguna), donde se pueden encontrar todavía a los "hueseros", personas con capacidad de mover la posición de un hueso en el cuerpo con sus manos, para aliviar el dolor de una articulación o un hueso; esta habilidad ha sido transmitida de generación en generación desde la época precolombina.

## Idioma
En este departamento además de hablar el castellano, también se hablan tres idiomas mayas, el k'iché, Tz'utujil y kaqchikel.

## Economía
Una de las principales fuentes de la economía de este departamento es el lago de Atitlán, pues este aparte de ser un centro turístico de gran importancia, sirve como medio de comunicación social y comercial entre los pueblos de la ribera, a la vez que surte a los habitantes de pescado, cangrejos, especies vegetales como gallaretas y tul para la elaboración de artículos artesanales. En este lago se produce una especie de pez muy pequeño conocido localmente como "patín" que constituye un plato exquisito en la alimentación tanto de ladinos como de indígenas.
En la economía además juegan un papel importante los productos agrícolas que sus habitantes cultivan, siendo el principal de estos el café, produciéndose además maíz, caña de azúcar, frijol, trigo, cebada, papa, legumbres, etc..
Este departamento también cuenta con la crianza de diferentes clases de ganado, como el vacuno, caballar y lanar, siendo este departamento uno de los mayores productores de lana a nivel nacional.
Es importante resaltar que en este departamento aún se conservan aparte de las costumbres y tradiciones de sus antepasados, la artesanía que fue el legado principal que le quedó a sus aborígenes, produciendo estos los tejidos típicos, productos de madera y cuero; siendo una de las artesanías más representativas la fabricación de piedras de moler y los muebles de madera que trabajan los indígenas de Nahualá, que son muy usados en todo el altiplano central y occidental, es de este mismo municipio que se conocen los artículos y adornos que elaboran de la paja del trigo.
En el departamento de Sololá (del 100% de su población) tiene un 80.9% en pobreza o un 39.9% en pobreza extrema según datos del PNUD 2014 

## Centros Turísticos y Arqueológicos
El Centro turístico de mayor atracción para este departamento son: las playas a la orilla del Lago de Atitlán, ubicadas los siguientes poblados: Panajachel, Santiago Atitlán, San Lucas Tolimán, San Antonio Palopó, y otros pueblos situados en la ribera del lago así como el centro recreativo y ecológico de chuira-chamoló ubicado en el municipio de santa clara la laguna ruta que conduce hacia quetzaltenango, el cual es visitado constantemente por turistas nacionales y extranjeros, Cero Pecul Aldea Xejuyup, el cual también es visitados por turistas Nacionales y Extranjeros.
Este departamento cuenta con muchos centros históricos y arqueológicos que son un atractivo para sus visitantes nacionales y extranjeros.

## Gastronomía
Existe una variedad en la gastronomía pues se incluyen varios platillos típicos como lo son: El tradicional Pulik de pollo o de res cuando hay celebraciones especiales como las diferentes cofradías entre ellas destacan: La corrida del Niño cada 6 de enero, celebración del Día de Reyes, La celebración del Día de la Asunción; Las torrejas cuando es la Semana Mayor o Semana Santa, el dulce de garbanzo y los jocotes en miel, elotes, güisquiles, cocidos para el día de los muertos. 
Otra tradición en Sololá es el famoso tabal y el convite también celebrado el ocho de diciembre de cada año.

## Instituciones
Dentro de las instituciones más reconocidas del departamento de Sololá, se encuentra el Club Social y Deportivo Saprissa, una institución que trabaja por promover el deporte, la cultura y las artes del departamento. Durante los últimos cincuenta años ha sido bastión importante del desarrollo social del departamento de Sololá brindando oportunidades a los jóvenes y desarrollando importantes proyectos de gran impacto social.[cita requerida]